# 訃報 1979年12月
訃報 1979年12月（ふほう 1979ねん12がつ）では、1979年（昭和54年）12月中に物故した、又は物故が報じられた人物についてまとめる。

## （1日 - 15日）

植草甚一／12月2日没

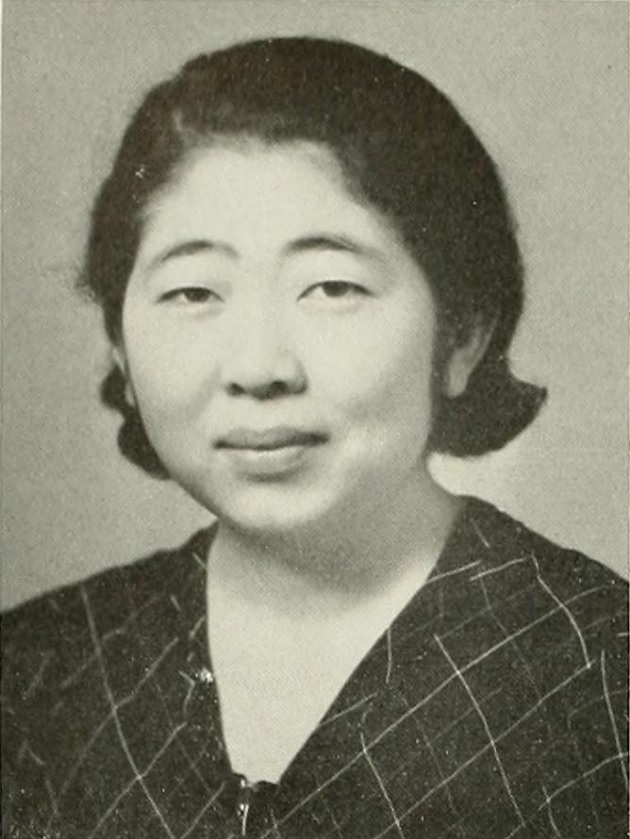
松岡洋子／12月7日没

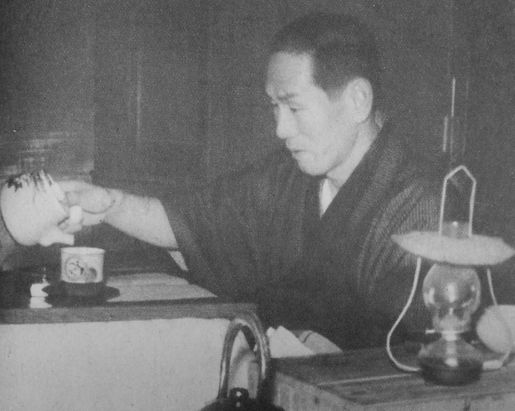
清水みのる／12月10日没

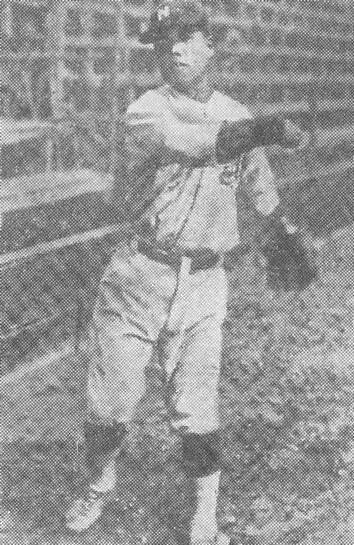
山本栄一郎／12月15日没

- 12月1日 - 星駒太郎、陸軍軍人（* 1897年）
- 12月2日 - 和田恒輔、実業家（* 1887年）
- 12月2日 - 植草甚一、評論家（* 1908年）
- 12月4日 - 岡田甫、川柳・雑俳研究家（* 1905年）
- 12月7日 - 松岡洋子、評論家・翻訳家（* 1916年）
- 12月7日 - 中村敏行、プロ野球選手（* 1936年）
- 12月10日 - 清水みのる、作詞家（* 1903年）
- 12月14日 - 鈴木東民、ジャーナリスト・労働運動家（* 1895年）
- 12月15日 - 斎藤銀次郎、将棋棋士（* 1904年）
- 12月15日 - 山本栄一郎、元プロ野球選手（* 1902年）

## （16日 - 31日）

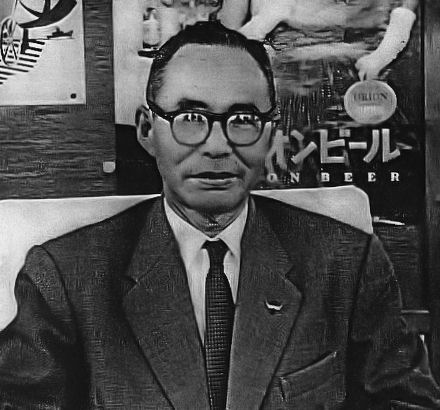
具志堅宗精／12月29日没

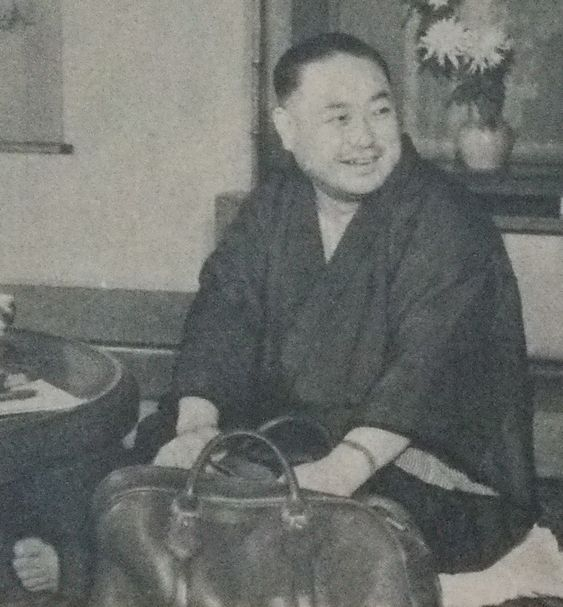
寿々木米若／12月29日没

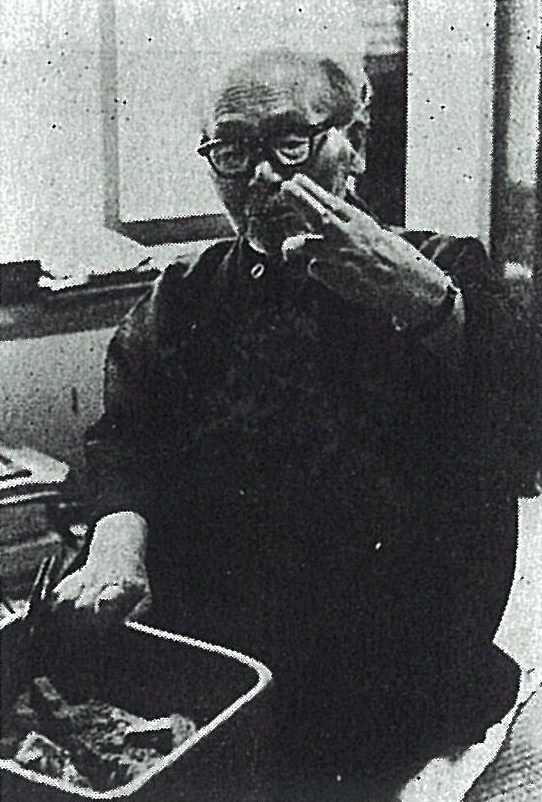
平櫛田中／12月30日没

- 12月16日 - 重松通雄、元プロ野球選手（* 1916年）
- 12月20日 - 有賀喜左衛門、社会学者（* 1897年）
- 12月23日 - 多胡羊歯、詩人（* 1900年）
- 12月25日 - 富木謙治、武道（合気道・柔道）家・教育学者（* 1900年）
- 12月25日 - マリオ・フィリッペスキ、テノール歌手（* 1907年）
- 12月27日 - 三輪知雄、植物学者（* 1899年）
- 12月27日 - 青木湯之助、実業家・俳優・タップダンサー（* 1906年）
- 12月29日 - 具志堅宗精、警察官・政治家（* 1896年）
- 12月29日 - 寿々木米若、浪曲師（* 1899年）
- 12月30日 - 平櫛田中、彫刻家（* 1872年）
- 12月31日 - 田坂専一、陸軍軍人（* 1892年）
- 12月31日 - 竹森一男、作家（* 1910年）
- 12月31日 - 初代・引田天功、奇術師（* 1934年）